# LU-разложение
LU-разложение (LU-декомпозиция, LU-факторизация) — представление матрицы {\displaystyle A} в виде произведения двух матриц, {\displaystyle A=LU}, где {\displaystyle L} — нижняя треугольная матрица, а {\displaystyle U} — верхняя треугольная матрица.
LU-разложение используется для решения систем линейных уравнений, обращения матриц и вычисления определителя. LU-разложение существует только в том случае, когда матрица {\displaystyle A} обратима, а все ведущие (угловые) главные миноры матрицы {\displaystyle A} невырождены.
Этот метод является одной из разновидностей метода Гаусса.

## Применения

### Решение систем линейных уравнений
Полученное LU-разложение матрицы {\displaystyle A} (матрица коэффициентов системы) может быть использовано для решения семейства систем линейных уравнений с различными векторами {\displaystyle b} в правой части:
{\displaystyle Ax=b}
Если известно LU-разложение матрицы {\displaystyle A}, {\displaystyle A=LU}, исходная система может быть записана как
{\displaystyle LUx=b.}
Эта система может быть решена в два шага. На первом шаге решается система
{\displaystyle Ly=b.}
Поскольку {\displaystyle L} — нижняя треугольная матрица, эта система решается непосредственно прямой подстановкой.
На втором шаге решается система
{\displaystyle Ux=y.}
Поскольку {\displaystyle U} — верхняя треугольная матрица, эта система решается непосредственно обратной подстановкой.

### Обращение матриц
Обращение матрицы {\displaystyle A} эквивалентно решению линейной системы
{\displaystyle AX=I},
где {\displaystyle X} — неизвестная матрица, {\displaystyle I} — единичная матрица. Решение {\displaystyle X} этой системы является обратной матрицей {\displaystyle A^{-1}}.
Систему можно решить описанным выше методом LU-разложения.

### Вычисление определителя матрицы
Имея LU-разложение матрицы {\displaystyle A},
{\displaystyle A=LU},
можно непосредственно вычислить её определитель,
{\displaystyle \det(A)=\det(LU)=\det(L)\det(U)=\left(\prod _{i=1}^{n}L_{ii}\right)\left(\prod _{i=1}^{n}U_{ii}\right)},
где {\displaystyle n} — размер матрицы {\displaystyle A}, {\displaystyle L_{ii}} и {\displaystyle U_{ii}} — диагональные элементы матриц {\displaystyle L} и {\displaystyle U}.

## Вывод формулы
Исходя из области применения, LU-разложение может быть применено только к невырожденной матрице, поэтому далее будем считать что матрица {\displaystyle A} невырождена.
Поскольку и в первой строке матрицы {\displaystyle L}, и в первом столбце матрицы {\displaystyle U}, все элементы, кроме, возможно, первого, равны нулю, имеем
{\displaystyle a_{11}=l_{11}u_{11}}
Если {\displaystyle a_{11}=0}, то {\displaystyle l_{11}=0} или {\displaystyle u_{11}=0}. В первом случае целиком состоит из нулей первая строка матрицы {\displaystyle L}, во втором — первый столбец матрицы {\displaystyle U}. Следовательно, {\displaystyle L} или {\displaystyle U} вырождена, а значит, вырождена {\displaystyle A}, что приводит к противоречию. Таким образом, если {\displaystyle a_{11}=0}, то невырожденная матрица {\displaystyle A} не имеет LU-разложения.
Пусть {\displaystyle a_{11}\neq 0}, тогда {\displaystyle l_{11}\neq 0} и {\displaystyle u_{11}\neq 0}. Поскольку столбец L и строка U определены с точностью до умножения строки U на константу и деления столбца L на ту же константу, мы можем потребовать, чтобы {\displaystyle l_{11}=1}. При этом {\displaystyle u_{11}=a_{11}}.
Разделим матрицу A на клетки:
{\displaystyle A={\begin{pmatrix}a_{11}&w^{T}\\v&A'\\\end{pmatrix}}},
где {\displaystyle v,w^{T},A'} имеют размерность соответственно {\displaystyle (N-1)\times 1}, {\displaystyle 1\times (N-1)}, {\displaystyle (N-1)\times (N-1)}.
Аналогично разделим на клетки матрицы {\displaystyle L} и {\displaystyle U}:
{\displaystyle L={\begin{pmatrix}1&0\\v_{l}&L'\\\end{pmatrix}},\ U={\begin{pmatrix}a_{11}&w_{u}^{T}\\0&U'\\\end{pmatrix}}.}
Уравнение {\displaystyle A=LU} принимает вид
{\displaystyle w^{T}=w_{u}^{T},}
{\displaystyle v=a_{11}v_{l},}
{\displaystyle A'=v_{l}w_{u}^{T}+L'U'.}
Решая систему уравнений относительно {\displaystyle v_{l}}, {\displaystyle w_{u}}, {\displaystyle L'}, {\displaystyle U'}, получаем:
{\displaystyle w_{u}=w,}
{\displaystyle v_{l}=v/a_{11},}
{\displaystyle L'U'=A'-vw^{T}/a_{11}.}
Окончательно имеем:
{\displaystyle L={\begin{pmatrix}1&0\\v/a_{11}&L'\\\end{pmatrix}},}
{\displaystyle U={\begin{pmatrix}a_{11}&w^{T}\\0&U'\\\end{pmatrix}},}
{\displaystyle L'U'=A'-vw^{T}/a_{11}.}
Итак, мы свели LU-разложение матрицы размера {\displaystyle N\times N} к LU-разложению матрицы размера {\displaystyle (N-1)\times (N-1)}.
Выражение {\displaystyle A'-vw^{T}/a_{11}} называется дополнением Шура элемента {\displaystyle a_{11}} в матрице A.

## Алгоритм
Один из алгоритмов для вычисления LU-разложения приведён ниже.
Будем использовать следующие обозначения для элементов матриц: {\displaystyle A=(a_{ij})}, {\displaystyle L=(l_{ij})}, {\displaystyle U=(u_{ij})}, {\displaystyle i,j=1\dots n}; причём диагональные элементы матрицы {\displaystyle L}: {\displaystyle l_{ii}=1}, {\displaystyle i=1\dots n}.
Найти матрицы {\displaystyle L} и {\displaystyle U} можно следующим образом (выполнять шаги следует строго по порядку, так как следующие элементы находятся с использованием предыдущих):
1. Цикл i от 1 до n
  1. Цикл j от 1 до n
    1. uij=0, lij=0

  2. lii=1
2. Цикл i от 1 до n
  1. Цикл j от 1 до n
    1. Если i<=j: {\displaystyle u_{ij}=a_{ij}-\sum _{k=1}^{i}l_{ik}*u_{kj}}
    2. Если i>j: {\displaystyle l_{ij}=(a_{ij}-\sum _{k=1}^{j}l_{ik}*u_{kj})/u_{jj}}

В итоге мы получим матрицы — {\displaystyle L} и {\displaystyle U}.